# Guardamuebles de la Corona de Francia

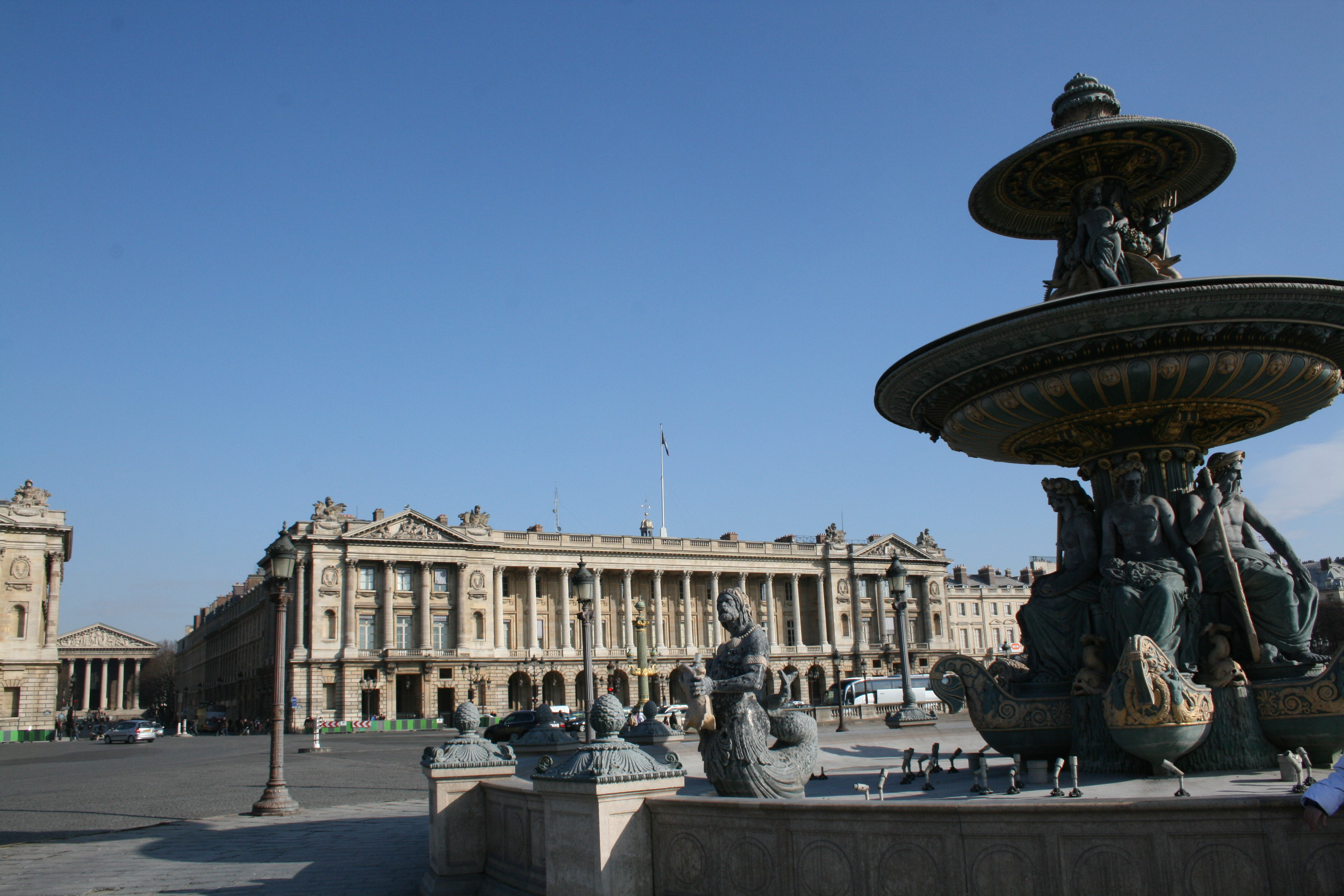
El Depósito de Muebles de la Corona, actualmente conocido como Hôtel de la Marine, en la plaza de la Concordia de París

El Guardamuebles de la Corona de Francia, también llamado Guardamuebles Real (nombre original en francés: Garde-meuble de la Couronne, o simplemente le Garde-Meuble), es una institución creada durante el Antiguo Régimen, convirtiéndose en el siglo XIX en el depósito de los Muebles Imperiales. Se trataba de un cuerpo administrativo responsable de la gestión de los muebles y de los objetos de arte destinados a la decoración de las residencias reales. También hace referencia al almacén gestionado por esta administración. Desde 1870, el Depósito de Muebles pasó a llamarse "Mobilier national" (Mobiliario nacional) y desde 2025 forma parte de una gran institución museística pública que incluye las Manufacturas Nacionales de Francia.

## Historia
Desde el siglo XIII, el "Ostel le Roy", los servicios de administración real, incluía un departamento encargado de proporcionar muebles y tapices al rey y a la corte, que aún era itinerante en aquel entonces. Mantenía un inventario del mobiliario, pero también de los objetos de la Corona, aseguraba su transporte entre residencias reales y se encargaba de su mantenimiento y de la fabricación de nuevos elementos decorativos.
El rey Francisco I instituyó en 1530 una organización destinada a custodiar las Joyas de la Corona de Francia. En 1604, se creó una administración propiamente dicha bajo Enrique IV, debido al aumento del número de residencias reales, y se creó el cargo de Intendente General del Mobiliario de la Corona. Esta administración adquirió prestigio a partir del reinado de Luis XIV debido al interés que él y sus sucesores mostrarían por el mobiliario real. En 1663, el primer ministro Colbert reorganizó esta administración, que adoptó el nombre de "Depósito del Mobiliario de la Corona", con el objetivo de gestionar permanentemente el mobiliario de la corona, pero también para celebrar la gloria del rey, lo que se reflejaría en la cantidad y el valor de las piezas producidas. La gestión de esta nueva administración real fue confiada a Gédéon Berbier du Mets con el título de "Interventor General del Mobiliario de la Corona".
El Guardamuebles se albergó en el Hôtel du Petit-Bourbon hasta 1758. Posteriormente, se trasladó al Hôtel de Conti (1758-1768), y posteriormente al Hôtel des Ambassadeurs Extraordinaires, actualmente Palacio del Elíseo, antes de trasladarse en 1772 a un edificio construido especialmente, el Hôtel du Guardamuebles de la Corona, actualmente conocido como Hôtel de la Marine, en la Plaza de la Concordia de París. En 1777, sus salas fueron acondicionadas para permitir la visita a las colecciones el primer martes de cada mes desde Pascua hasta el día de Todos los Santos, prefigurando así un museo público de artes decorativas en París.
Tras la revolución francesa, que incluyó el robo de las Joyas de la Corona en 1792, la administración fue abolida en junio de 1797. Renació en 1800 bajo el gobierno de Napoleón Bonaparte con el nombre de Guardián de los Cónsules, antes de convertirse en el Mobiliario Imperial en 1804 y de recuperar su antigua gloria gracias a la vasta política de remodelación de palacios emprendida por el emperador. Posteriormente, se trasladó a la Rue des Orties, en lo que hoy es la Plaza del Carrusel del Louvre, y posteriormente a la Iglesia de Nuestra Señora de la Asunción, en la Rue Saint-Honoré.
Durante la Restauración, el Guardamuebles se trasladó en 1825 a los edificios del Hôtel des Menus-Plaisirs en la Rue Bergère y, finalmente, al número 103 del Quai d'Orsay en 1852, en los terrenos que actualmente ocupa el museo del muelle Branly - Jacques Chirac.
Rebautizado como Mobiliario Imperial durante el Segundo Imperio francés, la administración adoptó su nombre actual, Mobiliario Nacional, tras la caída del régimen imperial en 1870.
En 1937, el Mobiliario Nacional se trasladó del emplazamiento en el Quai d'Orsay para albergar el Centro de Oficios de la Exposición Universal de 1937 y se instaló en un nuevo edificio construido por Auguste Perret en los antiguos jardines de la manufactura de los Gobelinos. En 1959, el Mobiliario Nacional se adscribió al Ministro de Asuntos Culturales, y en 1982 quedó bajo la supervisión de la Delegación de Artes Plásticas del Ministerio de Cultura. En 2025, el complejo del Mobilier National et Manufactures se fusionó con la Ciudad de la Cerámica de Sèvres y Limoges para formar el nuevo establecimiento público.

## Lista de gerentes
Lista elaborada con base en almanaques oficiales, archivos de la Legión de Honor y la bibliografía indicada. Los datos entre paréntesis indican fechas en las que se sabe que la persona ocupaba este cargo. El período puede ser anterior o posterior. Las anotaciones sin paréntesis indican fechas de inicio o de fin comprobados.

### Intendentes del Depósito de Muebles de la Corona
- 1604-?: Etienne de La Font, Señor de La Motte, auditor del Tribunal de Cuentas de Ruán, Intendente del Depósito de Muebles de la Corona mediante cartas de provisión de fecha  28 de noviembre de 1604
- 16??-16?? : Jacob de La Font, fechas desconocidas
- 31 de enero de 1620-1627: Jean Dujon, señor de La Vallée d'Assigny, tesorero general de la Caballería Ligera, intendente del Ministerio de Hacienda
- 1627-1642: Pierre Bonnard, interventor general de los impuestos sobre la sal en la Generalidad de París, intendente general del Ministerio de Hacienda
- 1642-1658: Roger Bonnard, intendente general del Ministerio de Hacienda
- 1658-1662: Paul Dujardin, intendente general del Ministerio de Hacienda
- 1662- 31 de diciembre de 1663: Prosper Bauyn, señor de Angervillier, intendente general del Ministerio de Hacienda
- 1663-1703: Gédéon Berbier du Mets
- 1703-1711: Jean-Baptiste Berbier du Mets
- 1711-1719: Moïse-Augustin Fontanieu
- 1719-1767: Gaspard Moïse Augustin de Fontanieu
- 1767-1784: Pierre-Élisabeth de Fontanieu
- 1784-1792: Marc-Antoine Thierry de Ville-d'Avray

### Guardias Generales del Mobiliario de la Corona
- 1616-?: Jacques Valetz, Guardia del Mobiliario del Rey
- 1630: Nicolas de Jacquinot, Guardia del Mobiliario del Rey
- 1629-1651: Jean Gaboury, mozo y tapicero del rey
- 1651- de marzo de 1653: Charles Moysnier, mozo general de la Corona
- de marzo de 1653-1665: Henri Guillain, ayuda de cámara de la reina, mozo general de la Corona
- 26 de julio de 1665-1685: Louis Le Cosquino, señor de Fulvy (?-1685), mozo general de la Corona
- 1 de octubre de 1685-1693: Charles-Lavinio Turola o Tourolle (?-1693), mozo del Palacio Mazarino, mozo general de la Corona
- 7 de junio de 1693-12 de marzo de 1701: Dominique-Léonard Turola o Tourolle (?-1701), mozo general de la Corona
- 12 de marzo de 1701-16 de diciembre de 1704: Macé Courcelles (?-1728), ayuda de cámara Al rey, guardián general del mobiliario de la Corona
- 16 de diciembre de 1704-17 de mayo de 1728: Claude Nérot (1672-1750), Receptor General de los Bienes en Caen y posteriormente en Ruán, secretario encargado de la custodia del mobiliario de la Corona (16 de diciembre de 1704-1716), Guardián General del Mobiliario de la Corona (12 de marzo de 1716-17 de mayo de 1728)
- 1742-1748: Charles Tourolle (1693-1748), Sargento de la Logia Real, Guardián General del Mobiliario de la Corona en régimen de supervivencia (1728-1742), en título (1742-1748)
- 1748-8 de septiembre de 1750: Claude Nérot, Guardián General del Mobiliario de la Corona
- 17 de septiembre de 1750-1753: Philibert Chanousse-Ollivier (1700-1773), Guardián General del Mobiliario de la Corona
- 1753-1764: Jean-François Gentil de Cœur (circa 1670-1764), Conservador General de los Muebles de la Corona
- 12 de julio de 1764-12 de marzo de 1784: Pierre Randon de Pommery (circa 1714-1787), Receptor General de Finanzas de la Generalidad de Soissons, Conservador General de los Muebles de la Corona; Marc-Antoine-François Randon de La Tour (1736-1793), Conservador General de los Muebles de la Corona (2 de septiembre de 1769-12 de marzo de 1784)
- 12 de marzo de 1784-1792: Alexandre Lemoine de Crécy (1735-1794), Conservador General de los Muebles de la Corona